# Philip Rivers
Philip Rivers (født 8. december 1981 i Decatur, Alabama, USA) er en amerikansk footballspiller, der spiller i NFL som quarterback for Los Angeles Chargers. Rivers kom ind i ligaen i 2004 og har spillet for Chargers og Colts.
Rivers har fem gange deltaget i Pro Bowl, NFL's All Star-kamp.

## Klubber
- 2004-: San Diego Chargers